# Bivalirudina
Bivalirudina (nomes comerciais: Angiomax ou Angiox) é um anticoagulante que age como inibidor direto da trombina (IDT).